# Antigravitation
Antigravitation är en hypotetisk fysisk kraft, som upphäver tyngdkraften. Begreppet används vanligen för att beteckna ett kontrollerbart fenomen, men det kan även syfta på, vad som avhandlas inom astrofysik under fiffelfaktorer som mörk energi och den kosmologiska konstanten. 
Hittills har ingen demonstrerat att kontrollerbar antigravitation kan fungera. Det finns dock ett fåtal fysiker, exempelvis Eric Laithwaite och Jevgenij Podkletnov, som menar det kan vara möjligt att framkalla antigravitation.
Antigravitation är ett mycket utbrett begrepp inom science fiction.

## Exempel på genomförda försök
Den ryske forskaren Jevgenij Podkletnov hävdar att han, i ett avskärmningsexperiment med supraledare 1992 har visat, att gravitationens påverkan över en mycket snabbt roterande supraledare minskar. Ett flertal fysiker har dock förgäves försökt att reproducera Podkletnovs resultat.

## I science fiction
Långt innan hyperrymd, överljushastighet och teleportering hade kommit på tal, tog science fiction-författare fasta på idén att, om det funnes antigravitation, så skulle lätt tyngdkraften kunna övervinnas och det vore en smal sak att sväva ut i rymden. I Kurd Laßwitz roman På två planeter 1897 behärskar marsmänniskor en antigravitationsteknik, som gör det möjligt för dem att bygga interplanetära rymdskepp, liksom svävande luftskepp och skyddsdräkter och skyddshjälmar för personligt bruk. H.G. Wells lät i romanen The First Men in the Moon (1901) vetenskapsmannen Cavor och hans följeslagare färdas till månen i en farkost byggd av det gravitationsupphävande ämnet cavorit. Alexander Bogdanov (1873-1928) beskriver i sin 1908 publicerade  roman Den röda planeten, ett rymdskepp "Eteronef", som gör det möjligt att med hjälp av en dos antigravitationsmateria företa en säker flygning från jorden till Mars.